# シュライカー大阪
シュライカー大阪（シュライカーおおさか、Shriker Osaka）は、日本の大阪府大阪市をホームタウンとする、日本フットサルリーグ（Fリーグ）に加盟するフットサルクラブ。
ホームアリーナは大阪市中央体育館（Asueアリーナ大阪）。チーム内のカテゴリーは、ジュニア低学年、ジュニア高学年、ジュニアユース、レディース、エンジョイ、マグ、シュライカーサテライト、シュライカーに分かれている。

## 歴史
「いつでも、どこでも、だれでも」をスローガンに2002年4月に前身となるMAG'S FUTSAL CLUB（マグフットサルクラブ）が発足。2003年から2007年まで関西フットサルリーグ4連覇を果たすなど、関西を代表するフットサルチームとして君臨。また全国大会でも4位入賞をはじめ実績を残してきた。
2007年に発足した日本フットサルリーグ（Fリーグ）に参戦するためにシュライカー大阪に改称。なお、日本フットサルリーグへの申請時のチーム名はマグ大阪であった。
シュライカーはシュライク（モズ）とストライカーによるかばん語。モズは大阪府の府鳥であるとともに、季節を告げる鳥と言われているため、フットサルの新時代を告げるという願いからつけられた。ストライカーは最後までゴールを狙うという想いからつけられた。
2008年6月15日、大洋薬品オーシャンアリーナカップ2008において、決勝で名古屋オーシャンズを下して優勝。
2014-15シーズンではレギュラーシーズン5位からプレーオフ1回戦・準決勝を勝ち上がり、プレーオフ決勝で名古屋に対し1勝1分（名古屋にアドバンテージの1勝あり）として優勝決定延長戦まで持ち込んだが、延長戦に敗れて準優勝に終わった。
2016-17シーズンではレギュラーシーズンの勝ち点で9年間連続1位だった名古屋を初めて上回り初の年間1位を獲得。プレーオフはファイナルステージより出場し、ASVペスカドーラ町田を2勝1敗（アドバンテージ1勝含む）で下し初優勝を果たした。
2018年1月18日、Fリーグが2018-2019シーズンから2部制を導入するにあたって新設されるFリーグディビジョン1（F1）へ参加することが決定した。

## 獲得タイトル
- Fリーグ（1回）：2016-17
- 全日本フットサル選手権大会（3回）：2009、2011、2017
- Fリーグ オーシャンカップ（2回）：2008、2009
- 関西リーグ（5回）：2003、2004、2005、2006、2007

## 2023-24シーズン所属選手
- 5 FP  安彦憲史郎
- 6 FP  齋藤日向
- 7 FP  野村悠翔
- 8 FP  加藤未渚実
- 9 FP  磯村直樹
- 10 FP  加藤翼
- 11 FP  清水寛治
- 12 FP  ナカマツ・ルアン
- 14 FP  畠山勁志
- 15 FP  計盛良太

- 16 GK  樋口就大
- 17 FP  笠島大暉
- 18 FP  田村友貴
- 23 FP  中井駿斗
- 25 GK  矢内大介
- 28 FP  石田流星
- 47 FP  井口凜太郎
- 88 FP  樋口未樹也
- 98 FP  田村研人
- 99 GK  眞野翔太

## 歴代監督
- 2007- 原田健二
- 2008-2011 アドリアーノレモスケイチ
- 2012-2014 ドゥダ ドスサントス
- 2014-2018 木暮賢一郎
- 2018-2020 比嘉リカルド
- 2020- 永井義文

## ホームアリーナ
| 大阪市   | 大阪市中央体育館（Asueアリーナ大阪）（大阪中体/Asue） | 10,000人 |
| 大阪市   | 住吉スポーツセンター（住吉）                          |          |
| 大阪市   | 舞洲アリーナ（舞洲A）                                 | 7,000人  |
| 岸和田市 | 岸和田市総合体育館（岸和田）                          | 2,500人  |

## ユニフォーム

### チームカラー
- チームカラーはオレンジ

### ユニフォームサプライ
- 2007年- プーマ

## マスコットキャラクター
マスコットキャラクターはモズをモチーフにした「シュラッピー」であり、名前は一般公募で募集された。背番号は、鳥のモズ（百舌）の漢数字にかけて100番。 （スポーツのマスコットキャラクター一覧も参照。）